# Chiarissimo Falconieri Mellini
Pour les articles homonymes, voir Falconieri et Mellini (homonymie).
Chiarissimo Falconieri Mellini (né le 25 septembre 1794 à Rome, alors capitale des États pontificaux et mort le 2 avril 1859 à Ravenne) est un cardinal italien du XIXe siècle. Il est de la famille des cardinaux Lelio Falconieri (1643) et Alessandro Falconieri (1724).

## Biographie
Chiarissimo Falconieri Mellini exerce diverses fonctions au sein de la Curie romaine, notamment comme auditeur à la Rote romaine. Il est nommé archevêque de Ravenne en juillet 1826.
Le pape Grégoire XVI le crée cardinal lors du consistoire du 12 février 1838. Le cardinal Falconieri Mellini participe au conclave de 1846, lors duquel Pie IX est élu pape. Il est camerlingue du Collège des cardinaux en 1859.
Il meurt à Ravenne le 22 août 1859 à l'âge de 64 ans.

### Source
- Fiche du cardinal sur le site fiu.edu